# Gare de Cais do Sodré
La gare de Cais do Sodré (en portugais : Estação Ferroviária do Cais do Sodré) est une gare ferroviaire de Lisbonne. Elle constitue un pôle multimodal entre le réseau fluvial de Transtejo, le métro via la ligne verte et les trains de banlieue vers Cascais.